# Cedria australiensis
Cedria australiensis är en stekelart som beskrevs av Sergey A. Belokobylskij 1988. Cedria australiensis ingår i släktet Cedria och familjen bracksteklar. Inga underarter finns listade.